# Eodorcadion potanini
Eodorcadion potanini är en skalbaggsart som först beskrevs av Jakovlev 1890.  Eodorcadion potanini ingår i släktet Eodorcadion och familjen långhorningar. Inga underarter finns listade i Catalogue of Life.